# Renaturalització
La renaturalització o revitalització (en anglès environmental restoration, en alemany renaturierung) és el procés pel qual hom intenta tornar, tant com sigui possible, un biòtop al seu estat natural, tal com hauria estat sense la intervenció humana.

## Origen i implicacions
La biodiversitat ha minvat  i moltes espècies són amenaçades per intervencions humanes: l'explotació agrícola, la urbanització, la silvicultura, la monocultura d'espècies industrials, la canalització de rius, la pol·lució, etc. S'usen diversos mètodes que són complementaris: per a reintroduir un animal cal sovint recrear l'hàbitat complet, l'equilibri entre depredadors i preses i tota la diversitat de la xarxa tròfica, la hidrografia.
La renaturalització pot passar per diverses operacions, entre altres:
- la reintroducció d'espècies indígenes, de vegades després d'un període d'aprenentatge a viure sense ajuda humana
- la restauració d'un estat més natural dels cursos d'aigua
- la transformació de boscs monocultiu en boscs mixts amb espècies indígenes
- l'erradicació de les espècies exògenes i la lluita contra les espècies invasores
- la creació corredors naturals que interconnecten les diferents reserves naturals
- el pasturatge controlat per escamots semisalvatges d'herbívors
- la supressió de camins en matèria impermeable i de construccions
- la construcció de ponts verds per a la fauna o de passos de peix

A l'inici la renaturalització sovint cal un esforç humà important abans que s'instal·li un ecosistema que s'autoequilibra. Cal també una informació contínua de la població per lluitar contra els prejudicis i l'esglai. S'observa, entre d'altres, l'angoixa de l'os al Pirineu, del llop i del castor a Alemanya, de l'aigua alta per la renaturalització dels pòlders de la boca de l'Escalda, de la pèrdua de rendiment de les explotacions agrícoles.

## Reintroducció de la fauna
Moltes espècies poden ser reintroduïdes sense gaires problemes d'adaptació. A altres, que per exemple només van sobreviure en parcs zoològics, els cal reaprendre la vida a la natura per tal de garantir que sobreviuen. Quan es tracta d'animals domèstics de vegades s'utilitza la paraula «desomesticació».

### La readaptació al medi natural
No tots els animals tenen la necessitat de ser renaturalitzats abans de ser reintroduïts en un medi ambient salvatge. Generalment, els carnívors en captivitat, al contrari dels herbívors, tenen la necessitat de ser renaturalitzats. La raó és que les espècies de carnívors necessiten rehabilitar-se i retrobar llur instint de caça perdut en captivitat a fi i efecte d'augmentar les possibilitats de supervivència dels individus alliberats.
La reintroducció sense renaturalització també és possible si els animals afectats són salvatges i no procedents de cria en captivitat, anomenant-se aleshores reubicació. En la reubicació, els animals salvatges són tot sovint moguts d'una reserva a una altra amb la intenció de millorar la diversitat genètica de les diferents reserves o de reintroduir espècies determinades que havien desaparegut totalment d'aquestes.
El comportament d'un depredador depèn de tres factors: l'instint, l'aprenentatge individual i la tradició. Per tant, els predadors en llibertat aprenen tot de les seves mares, sobretot com caçar. No obstant això, els predadors en captivitat no tenen aquest luxe i, en conseqüència, necessiten ser renaturalitzats per recuperar les seves capacitats de caça.

### Necessitat de readaptar
La readaptació a la natura pot ser classificada tant “in situ” com “ex situ”, ja que implica la cria en captivitat i la rehabilitació de l'animal, a fi de recuperar les habilitats de supervivència abans de ser alliberat. Per tant, la cria en captivitat és una part clau de la renaturalització, perquè la població en captivitat d'una espècie en concret està directament relacionada amb el nombre d'individus que s'enviaran a un programa de reintroducció.
Una qüestió que es planteja tot sovint és per què no conservar els animals d'una forma in situ, criant-los en captivitat exclusivament. La raó és que una espècie es considera biològicament extinció si ha desaparegut de la natura, encara que quedin alguns individus en captivitat. L'espècie ha perdut la seva funció a la natura, ja que la natura ha perdut l'espècie. Els que romanen en captivitat es veuen obligats a aparellar-se amb parents relativament propers i, progressivament, van perdent les seves capacitats de supervivència. Aquesta situació, a la llarga, duu a l'extinció definitiva de l'espècie i, per tant, la renaturalització es torna un pas necessari per a salvar espècies que es troben en perill crític d'extinció.

### Uns projectes

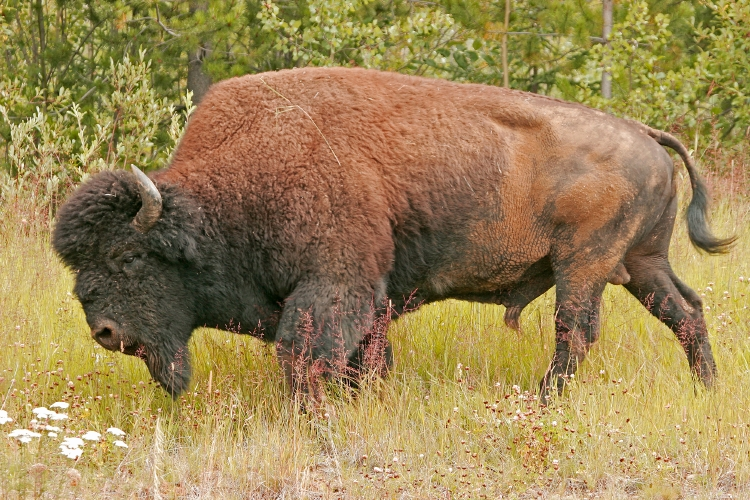
El bisó americà boscà va ser reintroduït a Parc Plistocè (Rússia) com a substitut del seu parent proper, però ara extingit, el bisó estepari, el qual va prosperar a la regió durant l'última glaciació.

El primer projecte oficial de renaturalització va ser el programa Save China's Tigers (Salvar els Tigres de la Xina). Aquest projecte iniciat l'any 2000 té com a objectiu renaturalitzar el Tigre del sud de la Xina, subespècie de tigre que es troba en perill crític d'extinció i que es va donar per extinta a la natura l'any 2002. El programa observà l'alliberament previ d'individus en captivitat a una reserva de 300 km² ubicada a Sud-àfrica, a fi i efecte que recuperessin els seus instints caçadors abans de la seva reintroducció definitiva a una reserva pilot a la Xina, encara sense determinar.
Actualment, el projecte té èxit en la reproducció d'aquests tigres renaturalitzats, ja que han nascut 5 nous cadells a partir de les dues parelles que van ser portades de la Xina. Aquests cadells de segona generació tindran la possibilitat d'aprendre les arts de la supervivència de mans de les seves mares renaturalitzades.

Altres projectes a Europa van ser la reintroducció del llop, del castor, de l'ós. A Rússia es va reintroduir el bisó de bosc, com que el seu antecedent bisó estepari va desaparèixer.

## La renaturalització de cursos d'aigua

### Origen del problema
Al segle passat, a la gran planura europea molts rius van canalitzar-se i rectificar-se, meandres van ser tallats i el llit o les ribes van ser coberts de formigó o altres materials poc hospitalaris per a la flora i la fauna aquàtica, però necessaris per a limitar l'erosió deguda al cabal accelerat.
Aquesta concepció funcionalista va reduir el curs d'aigua a només dues funcions: l'evacuació de l'aigua i el transport aquàtic. Si per a la navegació eren mesures indispensables, l'augmentació del cabal, la construcció de preses i la desaparició de la vegetació riberenca va baixar el nivell d'oxigen, entrebancar els peixos de remuntar i sovint augmentar el risc d'aigües altes. Quedava en moltes cases una aigua morta, una situació agreujada per l'adducció d'aigües residuals domèstics i industrials. Totes aquestes mesures van crear un cercle viciós que va destruir el potencial autonetejador d'un riu natural. A les zones urbanitzades, els rius i rierols no navegables sovint van ser coberts per tal d'evitar la mala olor i l'aigua va completament desaparèixer del paisatge.
Vers els anys 1990 la mentalitat va canviar. A poc a poc l'aigua residual va ser depurada i la qualitat tornava, però això no bastava per a revitalitzar-la. Aleshores va palesar la necessitat de tornar a crear un ecosistema fluvial que integra totes les funcions. En canviar la manera de pensar i de veure un riu només, com una eina per una evacuació més ràpida d'una deixalla líquida, els cursos d'aigua i els senders a la seva riba van ser redescoberts com un quadre vital que contribueix a la qualitat de la vida tot i que augmentar el valor immobiliari dels edificis a la vora de l'aigua. A moltes ciutats, es reobren els rius coberts al segle passat.
El 2000 el Parlament Europeu va decretar la directiva marc de l'aigua (2000/60/EG) per tal d'establir una política de l'aigua integrada.

### Mètodes
La renaturalització d'un curs d'aigua es fa amb diverses tècniques combinables: 
- l'enderroc del cobriment impermeable del llit i de les ribes;

- la creació de ribes a pendent suau, la posta de pedres i altres obstacles que alenteixin el cabal i estimulen la creació de meandres naturals;
- la reobertura de meandres tancats;
- la creació de biòtops de transició entre la terra ferma i el riu;
- la humidificació d'aiguamolls anteriorment drenats;
- la construcció de passos de peix;
- el control de l'eutrofització d'origen agrícola;
- la depuració de les aigües;
- la reintroducció d'espècies desaparegudes i la lluita contra les espècies invasores;
- la creació de zones inundables (prats molls, pantans…) en les quals l'aigua pot filtrar a poc a poc;
- la sensibilització dels riberencs, etc.

## La creació de corredors
La creació de parcs i reserves naturals va ser una primera acció per tal de protegir la biodiversitat contra la urbanització o l'explotació industrial del terra o del subsol. Quan aquestes zones són relativament petites, com és el cas quan la urbanització és molt densa, la discontinuïtat de les zones naturals i protegides provoquen un empobriment del patrimoni gènic per un excés d'endogàmia com que la fauna no pot migrar entre aquestes «illes» separades per autopistes, canals, ciutats… impossibles de travessar.
La creació de corredors que connecten aquests espais naturals, és una de les primeres preocupacions de la directiva europea. Els cursos d'aigua i les seves ribes, si renaturalitzats tenen un paper important per crear una veritable xarxa. De vegades, això només és possible per una construcció «no natural» com un pas de peix o un bypass a una resclosa o un pantà o un viaducte verd quan un bosc protegit està tallat, per exemple, per una autopista. Quan la ramificació natural no és possible, l'home de tant en tant ha d'introduir artificialment exemplars d'una altra població de la mateixa espècie per tal d'evitar la degeneració.